# 吳石、朱諶之間諜案
吳石、朱諶之間諜案是1949年至1950年中華民國國民政府撤退到台灣初期轰动一时的谍报案件，因涉及人员的级别最高的是中華民國國防部中将参谋次长吴石和到台灣潛伏的中共黨員朱枫（化名朱諶之）而得名。

## 過程
1947年4月，何遂及兒子何康、吳石會同中國共產黨中央委員會上海局書記劉曉等人在上海錦江飯店見面，吳石正式加入中国共产党。吴石在那个时候与共产党开始秘密接触，并于1949年6月奉命前往台湾时，刻意将一对儿女留在了中国大陆。吴在路过香港时，正式接受了中共特工组织（地下党）托付的任务。
中共华东局女間諜朱谌之于1949年10月奉命前往台湾。朱谌之早在1945年就加入了中國共产党，并利用其公开的商人身份周旋于国民政府财、军、警各界的上层人物之间。朱谌之抵达台湾之后，很快就找到了中华民国政府国防部中将参谋次长吴石。朱谌之和吴石在台湾取得联系之后，吴石将一些重要军事资料交给了朱谌之。朱谌之得手后向中国共产党台湾省工作委员会书记蔡孝乾汇报了工作，随后在吴石的安排下，乘坐中華民國空軍的飞机前往当时仍在国军控制下的浙江定海，计划从那里乘船前往被解放軍控制的上海。
国民党为了巩固在台湾的政权，侦察机关在台灣加大了对共产党間諜的侦察搜捕。1949年10月，保密局在一连串的案件中发现了中共台湾省工委委员陈泽民，随即将其逮捕。在审讯中，陈泽民最终招供。保密局依据其供词，于1950年1月逮捕了中共台湾省工委书记蔡孝乾。蔡孝乾是直接受命于共产党高层而负责台湾工作的台湾省籍中共老党员。一周之内蔡便向中華民國政府投誠，供出他所掌握的所有在台湾的中國共产党特工名单。蔡孝乾的叛变导致岛内400多名中國共产党党员被捕（当时据称岛内有共产党员900多人），其中包括已经离开台湾到达浙江定海的朱谌之及其工作状况。保密局获供之后，立刻拘留了吴石，并通知定海方面逮捕朱谌之，然后押送回台湾。
该案最后以军事法庭在1950年5月30日宣判吴石、朱谌之等6名涉案人员死刑告终。另外四人是：吴石的副官聂曦、联勤总部中将第四兵站总监陈宝仓、王正均、林志森等。六人于6月10日在台北馬場町刑場伏法。國防部第三廳副廳長吳鶴予少將，监禁十年。
1973年，周恩來追認吳石将军為革命烈士。
2013年10月，北京西山國家森林公園無名英雄廣場為紀念潜伏至台灣，并在1950年代被處決之中國共產黨特工無名英雄紀念碑正前方，自南至北依次豎立陳寶倉、朱楓、吳石、聶曦四人的雕像。

## 资料来源
- 徐宗懋,"追尋匪諜滄桑 探索國共和解"（页面存档备份，存于）,亚洲周刊,2005年10月16日（提前出版）号刊。
- 何池. . 中國共產黨新聞網. 福建黨史月刊.   [2013-11-19]. （原始内容存档于2015-06-10）.